# Kadarkút
Kadarkút je vas na Madžarskem, ki upravno spada v podregijo Kaposvári Šomodske županije.